# A Band from Geordieland
A Band from Geordieland è una raccolta in CD dei Geordie di Brian Johnson, pubblicata nel 1996 dall'etichetta tedesca Repertoire. Da notare che la canzone "Francis was a rocker", del 1972, appare qui per la prima volta su album.

## Tracce
1. Don't do that (Malcolm)
2. Francis was a rocker (Malcolm)
3. Ain't it just like a woman (Malcolm)
4. All because of you (Malcolm)
5. Can you do it (Malcolm)
6. Red eyed lady (Malcolm)
7. Electric lady (Malcolm)
8. Geordie stomp (Malcolm - Johnson)
9. Black cat woman (Malcolm)
10. Geordie's lost his liggie (brano tradizionale britannico, riarrangiato dai Geordie)
11. She's a teaser (Malcolm - D'Ambrosia)
12. We're all right now (Geordie)
13. Ride on baby (Geordie)
14. Got to know (Malcolm - Johnson)
15. Going down (brano tradizionale statunitense, riarrangiato da Brian Johnson e Vic Malcolm)
16. Goodbye love (Alterman - Green)
17. She's a lady (Hill - Johnson - Gibson - Bennison)
18. Mama's gonna take you home (Huxley - Birnbach) (cover dai Jericho)
19. I cried today (Johnson - Bennison)
20. You do this to me (Gibson - Holness - Knight)
21. Save the world (Goodison - Alexander - Collier - Byrne) (cover dai Blackwater Junction)
22. Rocking horse (Williams)
23. Fire queen (Malcolm)
24. Light in my window (Johnson - Bennison)

## Formazione
- Brian Johnson (voce)
- Vic Malcolm (chitarra)
- Tom Hill (basso)
- Brian Gibson (batteria)
- Micky Bennison (chitarra)